# Teleinclinometro
Il teleinclinometro era uno strumento utilizzato nei sistemi di punteria delle navi da guerra della Seconda guerra mondiale. Esso era costituito dall'accoppiamento di un telemetro, che forniva la distanza dal bersaglio, e di un inclinometro che, nota la lunghezza del bersaglio,  forniva l'angolo (detto convenzionalmente angolo "beta") compreso tra la rotta del bersaglio e la retta congiungente nave-bersaglio. Dai calcoli effettuati dalla centrale di tiro in base a questi dati, si derivavano le istruzioni di puntamento per l'artiglieria e i lanciasiluri di bordo.
Il primo teleinclinometro italiano fu realizzato dalla ditta San Giorgio nel 1932. La stessa ditta realizzò poi nel 1937 il "teleinclinometro cinematico" che non necessitava dell'inserimento manuale delle dimensioni del bersaglio, ma calcolava automaticamente i dati in base a una serie di misure ripetute.